# Janneke Ducro-Kruijer

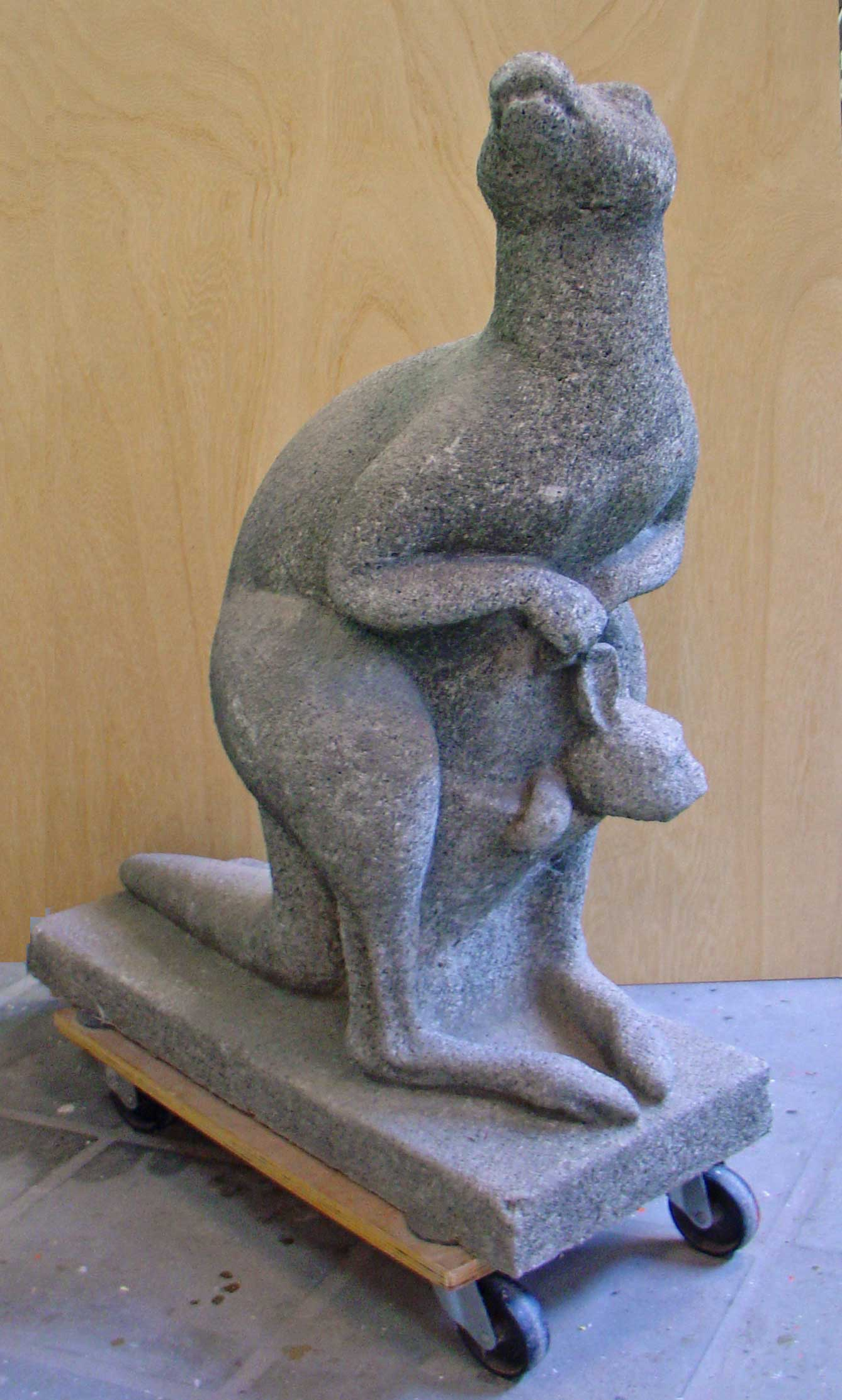
Kangoeroe (1961), Gouda (beschadigd en in depot)

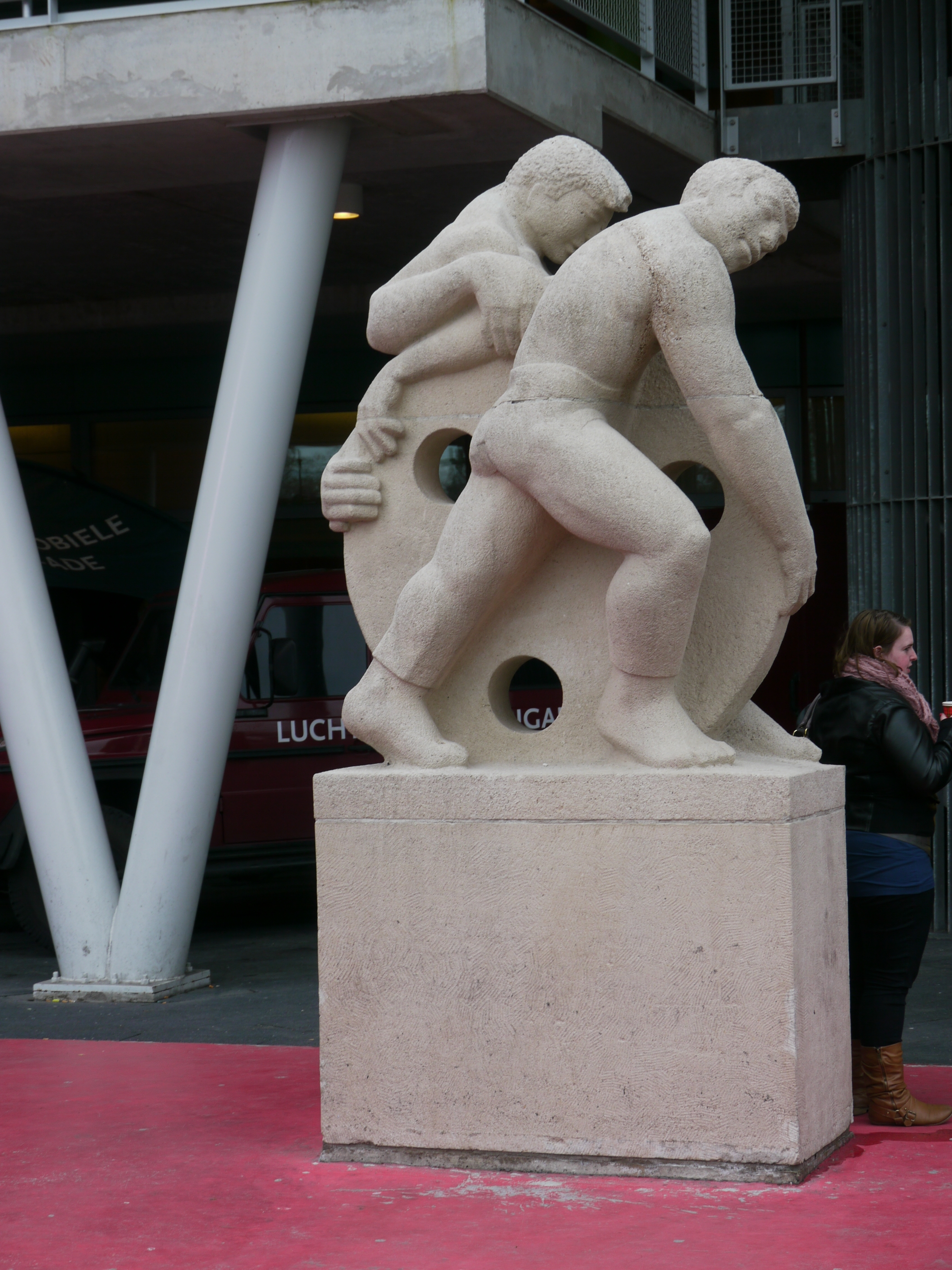
Mens en Techniek (1958), Apeldoorn

Jannie Boukje (Janneke) Ducro-Kruijer (Velsen, 12 januari 1925 - Haarlem, 22 april 1968) was een Nederlandse beeldhouwster.

## Leven en werk
De beeldhouwster Ducro-Kruijer, leerlinge van de Haarlemse beeldhouwer Theo van Reijn, was gehuwd met de grafisch ontwerper Hans Ducro. In 1968 kwam zij op 43-jarige leeftijd op tragische wijze om het leven.
Werk van Ducro-Kruijer is onder meer in Gouda en in Haarlem in de publieke ruimte te zien. Voor een kleuterschool in Gouda maakte zij het beeld van een kangoeroe met een jong in haar buidel. Al vrij snel na plaatsing werd het beeld beschadigd door het afbreken van beide oren. Sinds de sloop van de school werd het beeld tijdelijk opgeslagen.

## Werken (selectie)
- Watersnoodmonument (1953)[3], Heerendijk, Oude-Tonge
- Mens en Techniek (1956), Laan van de Mensenrechten, Apeldoorn (herplaatst in 2007)
- Groene kikker (1959), Prins Bernhardlaan, Beverwijk
- De Kangoeroe (1961), Gouda (zie: afbeelding - geplaatst op een schoolplein in de wijk Oosterwei)
- Drie figuren op bol, Baljuwslaan, Haarlem
- Zittend beertje, Verspronckweg, Haarlem